# Before the Storm
Before the Storm — дебютный сольный студийный альбом Darude, с которым он дебютировал в 2001 году. Диск стал продолжением серии успешных синглов «Sandstorm» и «Feel the Beat» и был продан общим тиражом в 800 тыс. экземпляров по всему миру. В качестве лейбла выступила финская компания 16 Inch Record, принадлежащая известному финскому продюсеру и диджею Jaakko Salovaara (JS16).

## Список композиций
1. «Sandstorm» — 3:45
2. «Burning» — 7:10
3. «Feel the Beat» — 4:18
4. «Out of Control» — 5:02
5. «Touch Me Feel Me» — 6:14
6. «Calm Before the Storm» — 4:53
7. «Let the Music Take Control» — 5:45
8. «Drums of New York» — 6:04
9. «The Flow» — 3:52
10. «Sandstorm» [JS 16 Mix] — 7:22
11. «Feel the Beat» [JS 16 Dark Mix] — 7:06